# Justin Łyczuk
Justin Todorowicz Łyczuk (ros. Юстин Тодорович Лычук, ukr. Юстин Тодорович Личук, ur. 27 października 1901 we wsi Stecowa w powiecie śniatyńskim w Królestwie Galicji i Lodomerii, Austro-Węgry (obecnie w rejonie śniatyńskim w obwodzie iwanofrankiwskim), zm. 28 marca 1986 tamże) – przewodniczący kołchozu w rejonie śniatyńskim, dwukrotny Bohater Pracy Socjalistycznej (1961 i 1977).

## Życiorys
Urodził się w wielodzietnej rodzinie chłopskiej. Skończył dwie klasy szkoły wiejskiej, w 1928 z powodu biedy i braku ziemi wyjechał do Kanady w poszukiwaniu pracy, gdzie przez 4,5 roku pracował w różnych rejonach, zajmując się rolnictwem. Pracował również w International Nickel Company w kopalniach i budownictwie. Za udział w mityngach został aresztowany i uwięziony, następnie w 1932 deportowany do Polski. Po powrocie w rodzinne strony pracował w gospodarstwie domowym, po agresji ZSRR na Polskę i aneksji tzw. zachodniej Ukrainy został wyznaczony przewodniczącym tymczasowego komitetu rewolucyjnego powiatu śniatyńskiego. 14 marca 1940 wstąpił do nowo powstałej arteli rolniczej „17 września”. Po ataku Niemiec na ZSRR w 1941 został ewakuowany, pracował jako kombajnista w sowchozie hodowli owiec na Kaukazie i później do 1945 jako ślusarz w Barnaule. We wrześniu 1945 wrócił do rejonu śniatyńskiego, gdzie zaczął kierować odtworzonym kołchozem, który otrzymał nazwę 1 maja. Do tego kołchozu 20 sierpnia 1950 dołączył sąsiedni kołchoz. Dzięki efektywnemu zarządzaniu kołchoz im. 1 maja stał się jednym z najlepszych w obwodzie stanisławowskim (obecnie obwód iwanofrankiwski). Na polecenie Łyczuka zbudowano w nim m.in. szkołę średnią dla 750 uczniów, pałac kultury, pomnik Tarasa Szewczenki, pomnik żołnierzy poległych na wojnie, szpital i żłobek. W kołchozie im. 1 maja uzyskiwano rekordowo wysokie plony w obwodzie. Łyczuk był jego przewodniczącym do 1981. Był deputowanym do Rady Najwyższej ZSRR od 3 do 10 kadencji (1950-1984) oraz deputowanym do rady wiejskiej i rady rejonowej i członkiem partyjnego komitetu kołchozu.

## Odznaczenia
- Medal Sierp i Młot Bohatera Pracy Socjalistycznej (dwukrotnie, 31 grudnia 1961 i 22 grudnia 1977)
- Order Lenina (czterokrotnie, 26 lutego 1958, 31 grudnia 1961, 23 czerwca 1966 i 22 grudnia 1977)
- Order Rewolucji Październikowej (8 marca 1971)
- Order Czerwonego Sztandaru Pracy (23 stycznia 1948)

I medale.